# Saut en hauteur féminin aux Jeux olympiques d'été de 1972
Navigation
Mexico 1968 Montréal 1976
L'épreuve du saut en hauteur féminin aux Jeux olympiques de 1972 s'est déroulée les 3 et 4 septembre 1972 au Stade olympique de Munich, en République fédérale d'Allemagne. Elle est remportée par l'Allemande de l'Ouest Ulrike Meyfarth qui établit un nouveau record du monde en franchissant 1,92 m en finale.

## Résultats

### Finale
| Rang               | Athlète             | Pays                 | Marque    | 1.60 | 1.66 | 1.71 | 1.76 | 1.79 | 1.82 | 1.85 | 1.88 | 1.90 | 1.92 | 1.94 |
| ------------------ | ------------------- | -------------------- | --------- | ---- | ---- | ---- | ---- | ---- | ---- | ---- | ---- | ---- | ---- | ---- |
| Médaille d'or      | Ulrike Meyfarth     | Allemagne de l'Ouest | 1.92 (WR) |      |      | o    | o    | o    | o    | o    | o    | xo   | o    | xxx  |
| Médaille d'argent  | Yordanka Blagoeva   | Bulgarie             | 1.88      |      |      | o    | o    | o    | o    | o    | o    | xxx  |      |      |
| Médaille de bronze | Ilona Gusenbauer    | Autriche             | 1.88      |      |      | xo   | xo   | o    | o    | xxo  | xo   | xxx  |      |      |
| 4                  | Barbara Inkpen      | Royaume-Uni          | 1.85      |      | o    | o    | o    | o    | o    | o    | xxx  |      |      |      |
| 5                  | Rita Schmidt        | Allemagne de l'Est   | 1.85      |      |      | o    | o    | o    | o    | xo   | xxx  |      |      |      |
| 6                  | Sara Simeoni        | Italie               | 1.85      |      |      | o    | o    | o    | xo   | xo   | xxx  |      |      |      |
| 7                  | Rosemarie Witschas  | Allemagne de l'Est   | 1.85      |      | o    | o    | o    | o    | o    | xxo  | xxx  |      |      |      |
| 8                  | Debbie Brill        | Canada               | 1.82      |      |      | o    | o    | o    | o    | xxx  |      |      |      |      |
| 9                  | Andrea Bruce        | Jamaïque             | 1.82      |      | o    | o    | o    | o    | o    | xxx  |      |      |      |      |
| 10                 | Ellen Mundinger     | Allemagne de l'Ouest | 1.82      |      |      | o    | o    | xo   | o    | xxx  |      |      |      |      |
| 11                 | Audrey Reid         | Jamaïque             | 1.82      |      |      | o    | xo   | xo   | o    | xxx  |      |      |      |      |
| 12T                | Grith Ejstrup       | Danemark             | 1.82      |      |      | o    | o    | o    | xo   | xxx  |      |      |      |      |
| 12T                | Rita Gildemeister   | Allemagne de l'Est   | 1.82      |      |      | o    | o    | o    | xo   | xxx  |      |      |      |      |
| 14                 | Renate Gärtner      | Allemagne de l'Ouest | 1.82      |      |      | o    | o    | o    | xxo  | xxx  |      |      |      |      |
| 15                 | Miloslava Hübnerová | Tchécoslovaquie      | 1.82      |      | o    | o    | xo   | o    | xxo  | xxx  |      |      |      |      |
| 16T                | Erika Rudolf        | Hongrie              | 1.79      |      | o    | o    | o    | o    | xxx  |      |      |      |      |      |
| 16T                | Ria Ahlers          | Pays-Bas             | 1.79      |      | o    | o    | o    | o    | xxx  |      |      |      |      |      |
| 18                 | Alena Prosková      | Tchécoslovaquie      | 1.79      |      |      | xo   | o    | o    | xxx  |      |      |      |      |      |
| 19                 | Cornelia Popescu    | Roumanie             | 1.76      |      | o    | o    | o    | xxx  |      |      |      |      |      |      |
| 20                 | Snežana Hrepevnik   | Yougoslavie          | 1.76      | o    | o    | o    | o    | xxx  |      |      |      |      |      |      |
| 21                 | Solveig Langkilde   | Danemark             | 1.76      |      |      |      | xo   | xxx  |      |      |      |      |      |      |
| 22                 | Milada Karbanová    | Tchécoslovaquie      | 1.76      |      | o    | xo   | xxo  | xxx  |      |      |      |      |      |      |
| 23                 | Magdolna Komka      | Hongrie              | 1.71      |      |      | o    | xxx  |      |      |      |      |      |      |      |

## Légende
Records et Performances
- AR : Record continental (area record)
- CR : Record des championnats (championship record)
- MR : Record du meeting (meet record)
- NR : Record national (national record)
- OR : Record olympique (olympic record)
- PR : Record paralympique (paralympic record)
- PB : Record personnel (personal best)
- SB : Meilleure performance personnelle de la saison (season's best)
- WL : Meilleure performance mondiale de l'année (world leader)
- WJR : Record du monde junior (world junior record)
- WR : Record du monde (world record)

Circonstances et Conditions
- DNF : N'a pas terminé (did not finish)
- DNS : N'a pas pris le départ (did not start)
- DQ : Disqualification (disqualification)
- NM : Aucun essai valable enregistré (No Mark)
- Q : Qualifié « directement » au prochain tour (ou à la prochaine compétition), lors d'une compétition majeure, grâce au classement ou à la réalisation des minima (automatic qualifier)
- q : Qualifié au prochain tour (ou à la prochaine compétition), lors d'une compétition majeure, grâce au repêchage ou à la réalisation de l'une des meilleures performances parmi celles des « non qualifiés directement » (grâce au meilleur temps ou à la meilleure distance par exemple) (secondary qualifier)